# 경안궁주
경안궁주(慶安宮主, 생몰년 미상)는 고려의 왕족이다. 원종과 경창궁주의 장녀이다.

## 생애

### 가계
언제 태어났는지는 명확하지 않으며, 고려의 제24대 왕 원종과 경창궁주의 장녀이다. 성은 왕, 본관은 개성이다. 순안공 왕종 등의 친남매이며, 충렬왕의 이복 남매이다.
함녕궁주의 어머니 경창궁주는 현종의 아들 평양공 왕기의 7세손 신안공 왕전의 딸로, 어머니는 희종과 성평왕후의 딸 가순궁주이다. 한편 함녕궁주의 친조모인 안혜왕후도 희종과 성평왕후의 딸이니, 함녕궁주의 친조모와 외조모는 서로 친자매간이 되는 셈이다. 경창궁주의 유씨 성은 외가의 성씨를 따른 것이다.

### 공주 시절
1260년(원종 원년) 음력 10월 27일 정식으로 궁주에 책봉되어 그 호를 경안궁주(慶安宮主)라 하였다. 이날 원종은 여러 대신들에게 잔치를 베풀었다. 한편 이 해 음력 12월 7일 경안궁주는 종실인 제안백 왕숙과 혼인하였다. 당시 1260년(원종 원년) 한 해에만 책봉식이 4건, 가례가 2건이나 있던 탓에 금과 은을 약 1,000여근이나 소비하고, 쌀 등의 곡식은 3,000여석을 소비했을 뿐 아니라 삼베 등의 천은 그 소비량을 셀 수 없을 정도였다고 기록되어 있다.
이후 궁주의 삶에 대해서는 자세한 기록이 남아있지 않아 알 수 없다. 호는 경안궁주(慶安宮主)이다.
한편 충렬왕 즉위 후인 1277년(충렬왕 3년), 궁주의 모후 경창궁주와 친누이 순안공은 역모를 꾀했다는 무고를 받아 경창궁주는 폐서인이 되었고, 순안공은 외딴 섬으로 유배를 가야 했다.

## 가족 관계
경안궁주는 현종의 아들 평양공 왕기의 후손인 종실 제안공 왕숙과 혼인하였다. 제안공은 경안궁주와 혼인할 당시 제안백으로 불렸으며, 후에 제안공으로 진봉되었다. 제안공은 경안궁주와 혼인한 후 충렬왕과 충렬왕의 제2비 정신부주의 딸인 정녕원비와 재혼하였다. 제안공은 왕명으로 여러 차례 원나라에도 다녀왔으며, 후에는 대군에 봉해져 제안대군이 되었다. 이후 삼중대광이 가자되고 제안부원대군으로 진봉되었다가, 1312년(충선왕 4년) 75세를 일기로 죽었다.
한편 제안공에게는 아들 평량공 왕현이 있다. 평량공은 경안궁주의 소생이며, 1300년(충렬왕 26년)에 사망하였다.
- 조부 : 고려 제23대 왕 고종(高宗, 1192년~1259년, 재위:1213년~1259년)
- 조모 : 안혜왕후(安惠王后, ?~1232년) - 희종과 성평왕후의 딸. 외조모 가순궁주의 친언니
  - 아버지 : 고려 제24대 왕 원종(元宗, 1219년~1274년, 재위:1259년~1274년)
    - 이복 남매 : 고려 제25대 왕 충렬왕(忠烈王, 1236년~1308년, 재위:1274년~1298년, 1298년~1308년)
- 외조부 : 신안공 왕전(新安公 王佺, ?~1261년)
- 외조모 : 가순궁주(嘉順宮主, 생몰년 미상)
  - 어머니 : 원종의 제2비 경창궁주(慶昌宮主, 생몰년 미상)
    - 남매 : 시양후 왕이(始陽侯 王珆, ?~1266년)
    - 남매 : 순안공 왕종(順安公 王琮, 생몰년 미상)
    - 동생 : 함녕궁주(咸寧宮主, 생몰년 미상)

  - 시아버지 : 신양백 왕전(新陽伯 王佺, ?~1256년)
  - 시어머니, 고모 : 수흥궁주(壽興宮主, 생몰년 미상)
    - 남편 : 제안공 왕숙(齊安公 王淑, 1238년~1312년)
      - 아들 : 평량공 왕현(平良公 王昡, ?~1300년)